# Scutula heeri
Scutula heeri är en lavart som först beskrevs av Hepp, och fick sitt nu gällande namn av Vittore Benedetto Antonio Trevisan de Saint-Léon. Scutula heeri ingår i släktet Scutula, och familjen Pilocarpaceae. Enligt den finländska rödlistan är arten nära hotad i Finland. Arten är reproducerande i Sverige. Artens livsmiljö är torra gräsmarker.